# Peter Boenisch

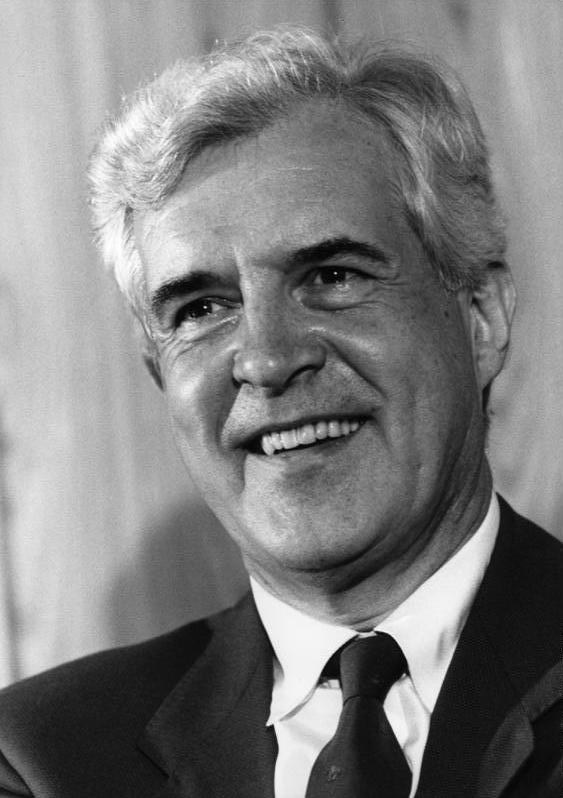
Peter Boenisch, 1983

Peter Boenisch (* 4. Mai 1927 in Berlin; † 8. Juli 2005 in Gmund am Tegernsee) war ein deutscher Journalist und Kolumnist. Er war Sprecher der Regierung Kohl, Chefredakteur der Bild-Zeitung und Bild am Sonntag und Erfinder der Jugendzeitschrift Bravo.

## Leben
Der Sohn einer aus Odessa stammenden russischen Mutter jüdischen Glaubens und eines deutschen Ingenieurs war in der Endzeit des „Dritten Reiches“ Flakhelfer und Fallschirmjäger. Boenisch beantragte am 27. Januar 1943 die Aufnahme in die NSDAP und wurde zum 20. April 1944 aufgenommen (Mitgliedsnummer 9.710.043), was erst 2007 bekannt wurde. Er studierte kurz Slawistik und Rechtswissenschaften, wandte sich jedoch bald dem Journalismus zu und wurde 1945 Lokal- und Sportreporter bei der Allgemeinen Zeitung in Berlin.
Boenisch folgte Hans Wallenberg zunächst in die Redaktion der Neuen Zeitung in München, deren Herausgeber die Information Control Division der amerikanischen Besatzungsbehörde war. 1949 wurde er Chefredakteur der Schleswig-Holsteinischen Tagespost in Rendsburg.
Von 1952 bis 1955 war Boenisch Leiter der Öffentlichkeitsarbeit beim Nordwestdeutschen Rundfunk (NWDR) in Hamburg. In dieser Zeit ersann er das Projekt Kinderluftbrücke, das vom damaligen Intendanten des Senders, Adolf Grimme, dessen persönlicher Referent Boenisch ebenfalls war, aufgegriffen wurde.
Als Illustriertenredakteur bei Kindler und Schiermeyer gründete Boenisch 1956 die Jugendzeitschrift Bravo.

### Boenisch und Springer
1959 wurde Boenisch Mitarbeiter des Axel-Springer-Verlags. Er wurde 1961 Chefredakteur der Bild-Zeitung und war für deren Stil und Erfolg maßgeblich verantwortlich. Unter seiner Führung erreichte die Bild-Zeitung eine Auflage von mehr als vier Millionen Exemplaren.
Wegen der von Boenisch erdachten plakativen Bild-Schlagzeilen (z. B. „Der Mond ist ein Ami“) und seiner Attacken gegen den von ihm als „Linksfaschisten“ bezeichneten gewalttätigen Teil der Studentenbewegung der 1960er Jahre titulierte ihn Heinrich Böll als „Plattitüdenkrieger“.
Von 1965 bis 1979 war Boenisch Chefredakteur der Bild am Sonntag. 1971 wurde er Geschäftsführer der neu gegründeten Holding Axel Springer Gesellschaft für Publizistik GmbH & Co. Die Führung der Bild musste er an Günter Prinz abgeben, weil die Auflage unter Boenischs Führung zuletzt erheblich sank. Von 1974 bis 1976 organisierte Boenisch den Umzug der Welt-Chefredaktion von Hamburg nach Bonn.
Von Juli 1978 bis März 1981 leitete Boenisch die Chefredaktion der Zeitung Die Welt und reorganisierte das Blatt. 1985 wurde bekannt, dass Boenisch gemeinsam mit Rainer Günzler zwischen 1972 und 1981 für PR-Berater-Tätigkeiten mehr als eine Million Mark vom Automobilhersteller Daimler-Benz erhalten hatte. Die Zahlungen wurden im Zusammenhang mit den Ermittlungen im Rahmen der Flick-Affäre bekannt, da Boenisch das erhaltene Geld nicht versteuert hatte. Boenisch argumentierte als Journalist in zahlreichen Artikeln gegen Beschränkungen für Autofahrer, gegen die Förderung von Öffentlichem Personenverkehr sowie für eine autofreundliche Verkehrspolitik.

### Boenisch und Kohl

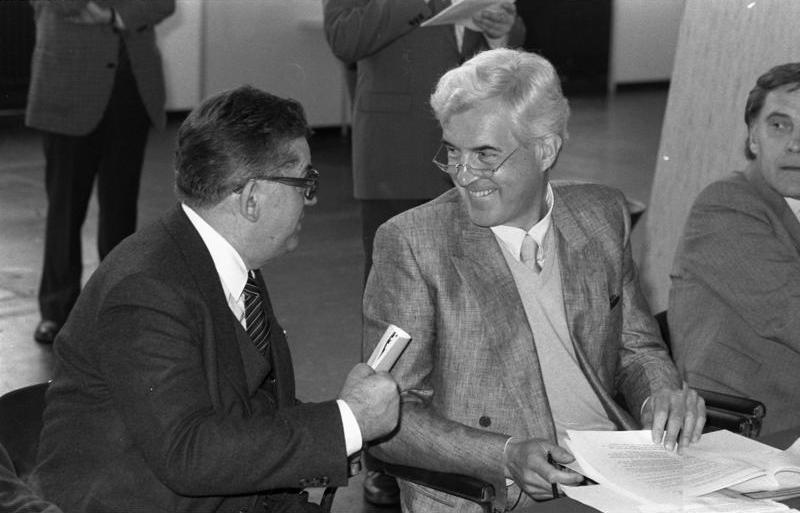
Peter Boenisch und Eduard Ackermann, damaliger Abteilungsleiter im Bundeskanzleramt

In den Bundestagswahlkämpfen 1976, 1980 und 1994 war Boenisch Berater des CDU-Politikers Helmut Kohl, der ihn am 19. Mai 1983 zum Staatssekretär ernannte. Boenisch wurde Leiter des Presse- und Informationsamtes und Regierungssprecher der damaligen Bundesregierung unter Helmut Kohl. Am 14. Juni 1985 trat er aufgrund eines gegen ihn gerichteten steuerrechtlichen Ermittlungsverfahrens zurück.

### Rückkehr zu Springer
Zurückgekehrt in die Pressebranche arbeitete Boenisch zunächst als Geschäftsführer für den Burda-Verlag, kehrte aber bald zum Axel-Springer-Verlag zurück, für den er vorwiegend Kolumnen schrieb.
Von 1999 an war Boenisch Mitglied des Aufsichtsrates des Axel-Springer-Verlages. 2001 trat er nach Differenzen wegen einer nach den Hausregeln des Verlages nicht gestatteten Publikation eines 51-zeiligen Kommentars in der Süddeutschen Zeitung zurück. Er begründete seinen Rücktritt mit den Worten:

„Meine publizistische Tätigkeit hat für mich Priorität. Unabhängigkeit und Entscheidungsfreiheit sind hierfür zwingend. Die einem Aufsichtsratsmitglied auferlegte besondere Zurückhaltung im Hinblick auf öffentliche Äußerungen behindert mich. Eine klare Trennung meiner Tätigkeiten liegt im beiderseitigen Interesse.“

In dem entstehenden Rechtsstreit ließ sich Boenisch durch den Anwalt Matthias Prinz vertreten.

### Nach 2001
Von 2001 an war Boenisch Präsident des Union-Klub, der damals auch die Galopprennbahn Hoppegarten betrieb, für deren Erhalt Boenisch sich massiv einsetzte. Von diesem Posten trat er im Mai 2005 zurück, um nach dem Tod seiner Frau Julia mehr Zeit für die Betreuung der beiden gemeinsamen Kinder zu haben. Dem Verein blieb er als Ehrenpräsident verbunden.
Seit 2001 war Boenisch Vorsitzender des Lenkungsausschusses des Petersburger Dialoges.
Am 11. Juli 2003 wurde er mit dem Großen Verdienstkreuz des Verdienstordens der Bundesrepublik Deutschland für „außerordentliche Verdienste um die Freiheit der Medien“ und besonderen Einsatz um die deutsch-russischen Beziehungen ausgezeichnet.
Peter Boenisch starb an Krebs. Sein Grab liegt auf dem Bergfriedhof von Gmund. Er wurde von Helmut Kohl als „ein streitbarer und streitbereiter Kritiker“ geehrt. Gerhard Schröder lobte ihn als „einen wahrhaft unabhängigen Kopf“, der sich zeitlebens von niemandem habe vereinnahmen lassen.

## Familie
Boenisch war in erster Ehe mit der Bühnenbildnerin und Innenarchitektin Viktoria von Schack verheiratet. Die Ehe wurde 1965 geschieden.
1985 heiratete Boenisch seine zweite Ehefrau Susanne Fischer. 1998 heiratete er in dritter Ehe die Journalistin Julia Schramm (1962–2004), mit der er zwei Töchter hatte. Nach Julia Boenischs Tod kümmerte sich Peter Boenisch alleine um die Kinder.